# Doppelt versteinte Hällische Straße

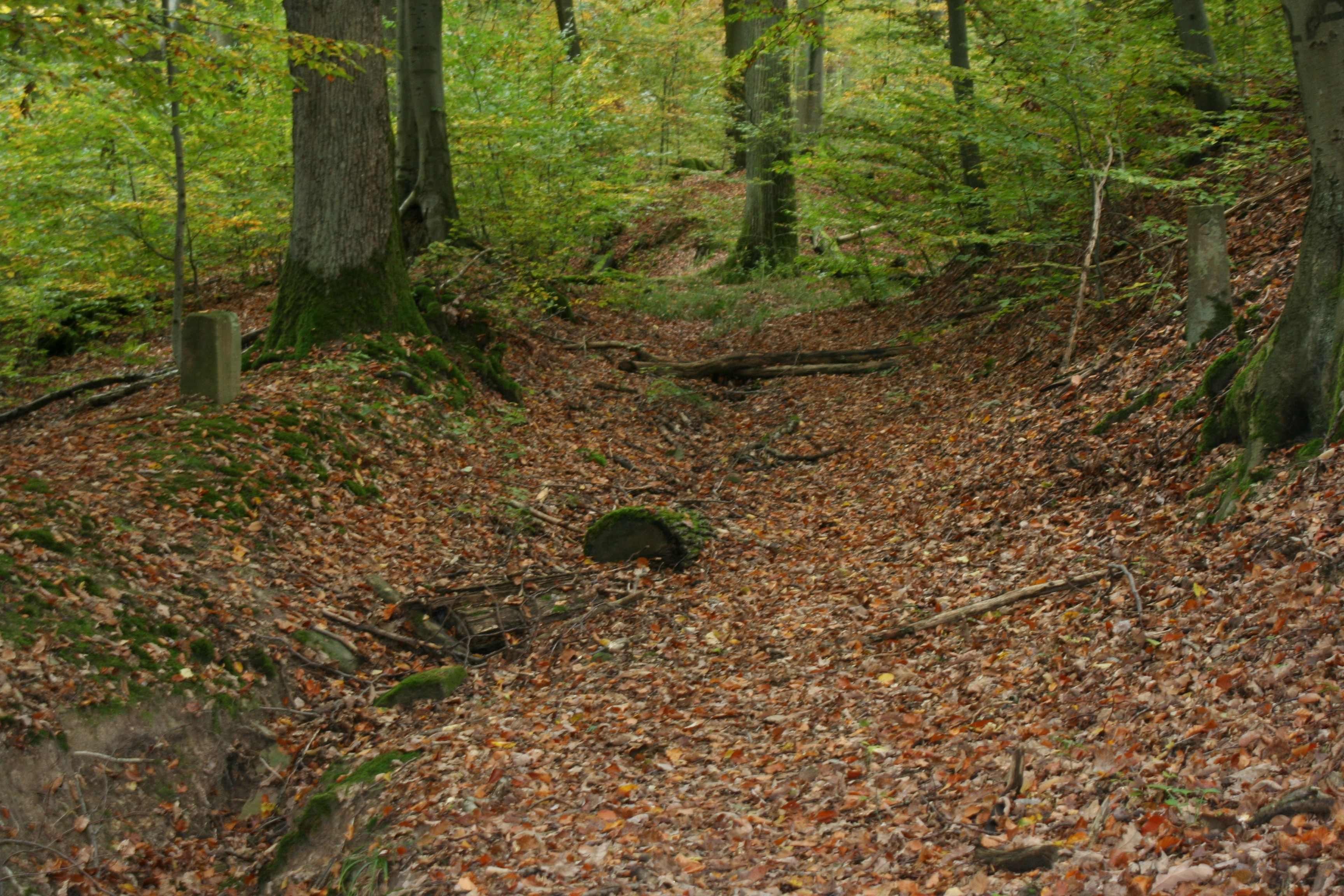
Doppelte Versteinung: anderswo unbekannt

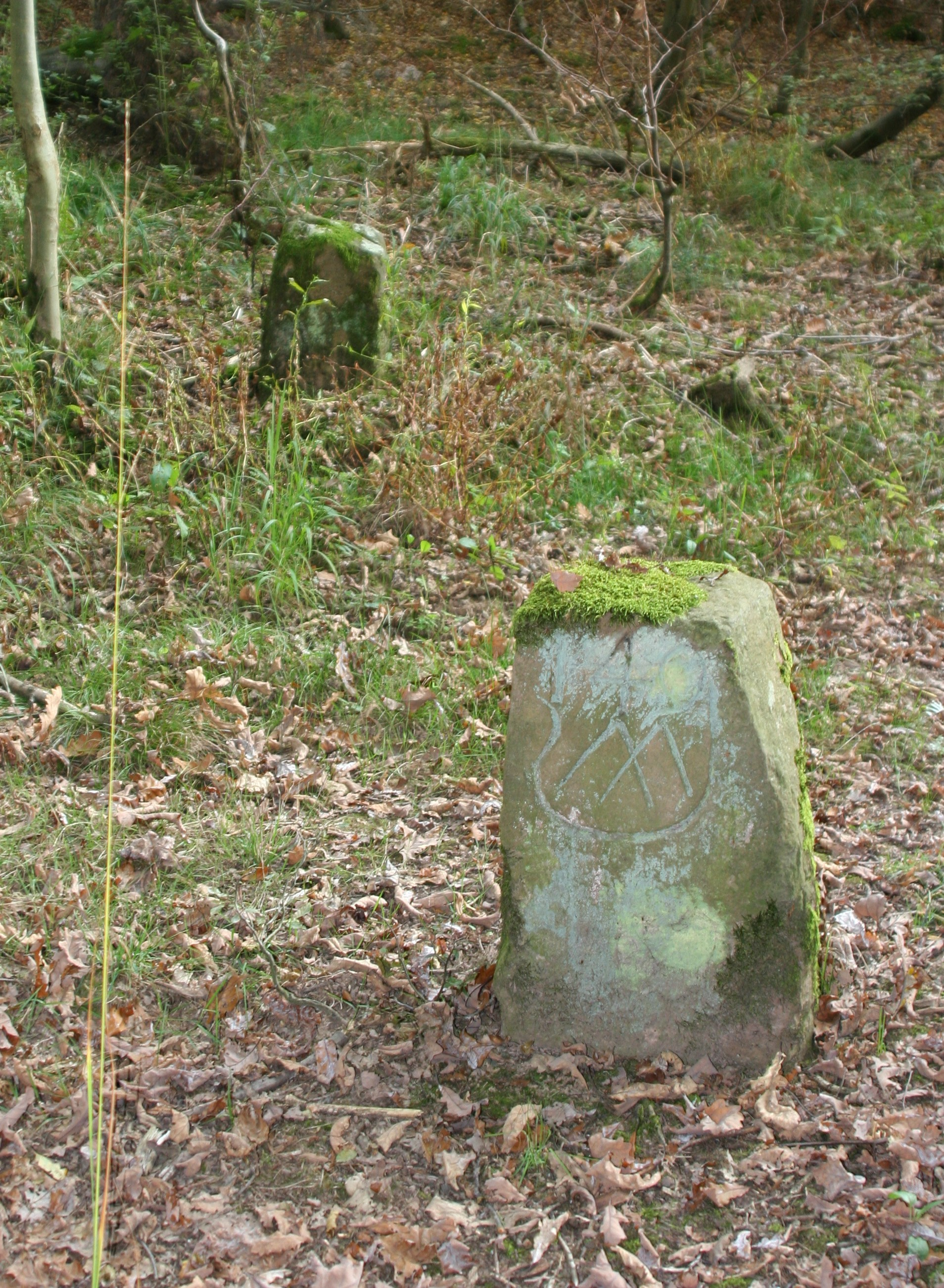
Vorne ein Weinsberger Grenzstein, dahinter sein Heilbronner Pendant

Die Doppelt versteinte Hällische Straße ist ein Kulturdenkmal zwischen Heilbronn und Weinsberg. Es handelt sich um einen etwa 1,7 km langen Abschnitt eines alten Fernhandelsweges, der Schwäbisch Hall und Heilbronn miteinander verbindet; der Name entstammt dem Marksteinbuch der Stadt Heilbronn. Die Straße meidet die Täler und verläuft weitgehend auf den Hügelkämmen; es wird vermutet, dass sie auf prähistorische Zeiten zurückgeht und im Hochmittelalter eine Königsstraße war. Um 1840 wurde die Straße Alte Haller Straße genannt. 
Die Straße trifft am Nordosthang des Reisberges auf Heilbronner Territorium und bildet von dort ab auf etwa 2 km Länge die Markungsgrenze zu Weinsberg. Am Nordhang des Berges treten zahlreiche Quellen des Weinsberger Stadtsee- und Brühlbaches aus, es kommt immer wieder zu Hangrutschen, was im  Lauf der Geschichte zur langsamen Verlagerung der Straße nach Süden führte. Um die Grenze eindeutiger zu markieren, drängte Heilbronn auf eine „doppelte Versteinung“, also auf einander gegenüberstehende Grenzsteine auf beiden Seiten der Straße. Dies stellt die große Besonderheit dar und ist in Deutschland von keiner anderen Straße bekannt.
Die Straße liegt heute etwas versteckt im Wald am Reisberg; ein nur wenige Meter entferntes, höher gelegenes neues Sträßchen hat sie ersetzt. Nur der (nicht überall vorhandene) Geländeeinschnitt und die doppelten Grenzsteine verraten die einstige Straße, die zunehmend zuwächst und nur noch zu Fuß erkundbar ist. Von den einst zwanzig Steinpaaren, die zum Teil auf das 16. Jahrhundert zurückgehen und 1970 noch alle vorhanden waren, sind danach einige verschwunden, andere waren erheblich beschädigt oder umgestürzt. 2003 wurden die noch vorhandenen Steine von der Stadt Heilbronn überprüft, gerichtet und wenn nötig neu gesetzt; mittlerweile (Stand: 2006) sind jedoch bereits einige Steine wieder umgestürzt.